# Plaça Lubianka

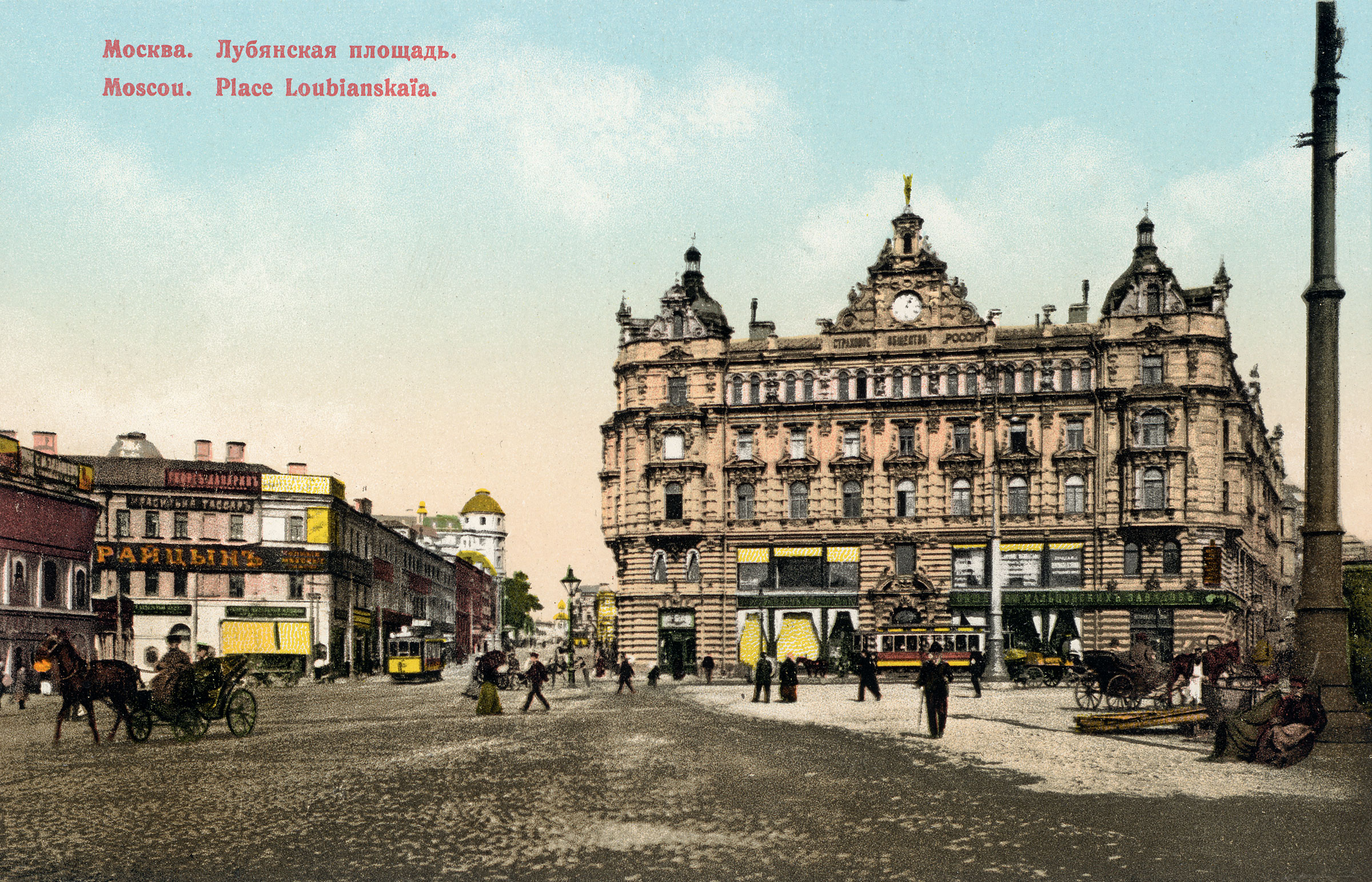
Moscou, Plaça Lubianka, ca. 1910

La plaça Lubianka (en rus: Лубянская площадь, Lubyánskaya plóschad) de Moscou, situada a prop de la plaça Roja, és una significativa plaça a la història de la ciutat. El seu nom fou mencionat per primera vegada el 1480, quan Ivan III va assentar prop d'aquesta zona a habitants de Nóvgorod. Aquest van construir l'església de Santa Sofia a partir del model de la Catedral de Santa Sofia de Nóvgorod i van anomenar aquest barri Lubianka en referència al districte Lubiánitsi de la seva ciutat d'origen.
La plaça Lubianka és coneguda sobretot pel gran edifici de maons grocs, construït per Aleksei Xtxúsev que va servir primer com seu d'una companyia d'assegurances i posteriorment com quarter general dels serveis secrets soviètics en les seves diverses etapes (Txekà, OGPU, NKVD, MVD, NKGB, KGB, ara FSB). Ióssif Stalin ordenà demolir totes les esglésies històriques de la Lubianka amb la fi de posar en relleu la posició dominant de l'NKVD. La plaça fou redenominada Dzerjinski en honor de Fèliks Dzerjinski, el fundador de la Txekà, i li va ser erigida al seu centre una estàtua d'ell mateix esculpida per Ievgueni Vutxètitx.

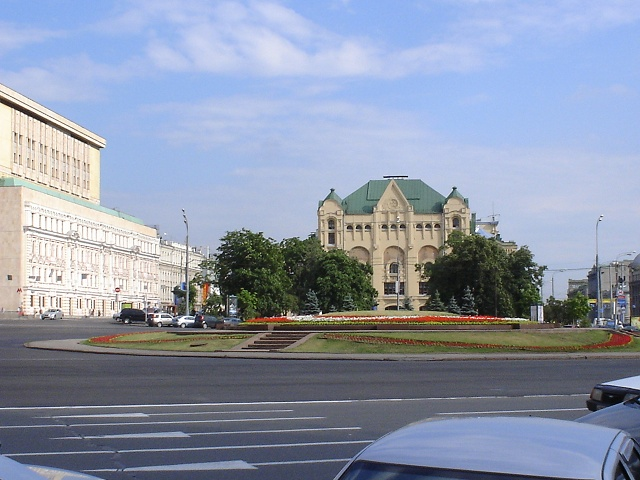
Imatge de la plaça el 2007

El 30 d'octubre de 1990, l'organització humanitària Memorial va erigir un monument a les víctimes del Gulag en forma d'una simple pedra provinent de les Illes Solovietski. L'estàtua de Dzerjinski fou retirada el 1991, després del fallit cop d'estat contra Mikhaïl Gorbatxov, i la plaça va recuperar el seu nom original.
Sota la plaça s'hi troba l'estació Lubyanka del Metro de Moscou.